# Me quito el sombrero
Me quito el sombrero es el primer álbum en vivo del cantante mexicano Samo. Lanzado a la venta el 28 de abril de 2015 por Sony Music.
El álbum fue grabado en el concierto otorgado el 16 de noviembre de 2014 en el Teatro Juárez de la ciudad Guanajuato.
El 12 y 13 de mayo de 2015 se realizó una proyección exclusiva del álbum en las salas de Cinépolis en México.

## Antecedente y producción
El 17 de noviembre de 2014, Samo anunció el comienzo de la grabación de su primer álbum en vivo, titulado Me quito el sombrero. El cantante comentó que contaría con la participación de artistas como Pandora, el grupo colombiano ChocQuibTown y el cantautor puertorriqueño Pedro Capó. Finalmente se anunció que sería lanzado en marzo de 2015.
El álbum fue grabado en el concierto otorgado el 16 de noviembre de 2014 en el Teatro Juárez de la ciudad Guanajuato. La dirección y realización musical estuvo a cargo de los productores españoles Rafa Vergara y Pablo Manresa y la dirección de grabación de imagen estuvo a cargo de Ricardo Calderón.

«No busco ponerme a prueba, yo hago las cosas de manera natural, soy un tanto rebelde y caprichoso, aunque este proyecto no es un capricho, es un placer. Yo no hago las cosas pensando en que resulten o no, yo me subo a un escenario y tomo un micrófono y canto por placer, si eso resulta o no es cuestión del destino, me gusta hacer las cosas por vivir, por disfrutar de la música».
Samo sobre el disco.

Durante una entrevista, con Juan Manuel Badillo del periódico El Universal Querétaro, Samo adelantó que el álbum incluye la interpretación de temas de Laura Pausini, de Juan Gabriel y de José Alfredo Jiménez, así como también de Ricardo Montaner y Alejandro Sanz.

## Recepción

### Crítica
El álbum ha tenido críticas mixtas, Televisa Espectáculos reseñó que si bien el cantante declaró haber salido de su zona de confort, el álbum suena muy similar a su primer álbum de estudio argumentando que «aunque cuenta con músicos en vivo, coristas y artistas invitados, no ofrece nada nuevo, sus mejores versiones son "En cambio no", "Víveme" y "Olvídarte", mientras que a "Bachata rosa" le da un toque especial que sin dejar de presentarla como una balada, su voz le da ese ritmo de bachata ideal para bailar». Finalmente, muestran su agrado por las colaboraciones que incluye el álbum mencionando que son «temas que le dan el ritmo bailable y movido al disco, y que además han sido muy bien recibidas por el público».

## Promoción

### Sencillos
El primer sencillo del álbum se titula «El aprendiz» y fue lanzado el 17 de marzo de 2015. La canción fue grabada a dueto con el cantante puertorriqueño Pedro Capó, en el concierto otorgado en el Teatro Juárez de la ciudad Guanajuato.

### Tour
El 3 de junio de 2015 dio inicio a su gira promocional Me quito el sombrero Tour en el Lunario del Auditorio Nacional en la Ciudad de México. El inicio del tour contó con la participación de Pandora, Jesús Navarro, Kalimba y Margarita, la diosa de la cumbia.
Los conciertos en Argentina fueron reprogramados y pasaron a formar parte de dicha gira, a través de un comunicado, Samo explicó que esto fue debido a la presentación de Camila en el país.

## Lista de canciones
- Edición estándar

| Me quito el sombrero |                                     |                                                      |          |  |
| N.º                  | Título                              | Escritor(es)                                         | Duración |  |
| 1.                   | «En cambio no»                      | Niccolò Agliardi, Paola Carta, Laura Pausini         | 5:09     |  |
| 2.                   | «Bachata rosa»                      | Juan Luis Guerra                                     | 4:28     |  |
| 3.                   | «Déjame llorar»                     | Piero Cassano, Ricardo Montaner                      | 4:37     |  |
| 4.                   | «Víveme»                            | Biagio Antonacci, Laura Pausini y Badia              | 4:18     |  |
| 5.                   | «Con tu amor» (con Pandora)         | Marty Balin, Joey Covington, Juan Gabriel, Vic Smith | 4:14     |  |
| 6.                   | «Olvidarte»                         |                                                      | 3:00     |  |
| 7.                   | «Será»                              |                                                      | 3:55     |  |
| 8.                   | «Medley»                            |                                                      | 7:30     |  |
| 9.                   | «Temblando»                         | David Summers                                        | 3:32     |  |
| 10.                  | «El aprendiz» (Con Pedro Capó)      | Alejandro Sanz                                       | 4:23     |  |
| 11.                  | «Remolino»                          | Amaury Gutiérrez                                     | 3:42     |  |
| 12.                  | «No es lo mismo» (con Chocquibtown) | Alejandro Sanz                                       | 5:59     |  |
| 13.                  | «Te sigo amando»                    | Juan Gabriel, Luis Lopez                             | 3:23     |  |
| 1:01:11              |                                     |                                                      |          |  |

## Charts

### Semanales
| País   | Chart    | Lista         | Mejor posición |
| 2015   | 2015     | 2015          | 2015           |
| ------ | -------- | ------------- | -------------- |
| México | AMPROFON | Top 20 Chart  | 11             |
| México | AMPROFON | Top 100 Chart | 83             |